# Tipula magellanica
Tipula magellanica är en tvåvingeart som beskrevs av Alexander 1920. Tipula magellanica ingår i släktet Tipula och familjen storharkrankar. Inga underarter finns listade i Catalogue of Life.